# Rubus percrispus
Rubus percrispus är en rosväxtart som beskrevs av David Elliston Allen och R.D. Randall. Rubus percrispus ingår i släktet rubusar, och familjen rosväxter. Inga underarter finns listade i Catalogue of Life.